# Zdob şi Zdub
Zdob şi Zdub é uma banda moldava de maior reconhecimento no mundo, graças às suas músicas que misturam elementos folclóricos nacionais com rock, pop, hip-hop ou mesmo punk. Desde que se formaram em 1994 editaram sete discos, todos eles com muito sucesso na Moldávia e contam com uma participação no Festival Eurovisão da Canção com a música Boonika Bate Doba.

## História
A banda sofreu muitas transformações até se designar de Zdob si Zdub ou até começar a tocar folk-rock. No início, não passou de uma brincadeira de três amigos de escola: Roman Iagupov, Mihai Gincu e Anatolii Pugaci tocavam numa garagem algumas músicas dos Beatles e tentavam compor algumas músicas originais, tendo como único recurso uma velha guitarra eléctrica e uma bateria improvisada com materiais pouco ortodoxos. Contudo, à medida que os anos passaram, este pequeno projecto começou a tornar-se em algo mais sério e deu origem aos Santa Maria, uma banda de punk alternativo. Mais tarde, surgiram os Noise, que tocavam essencialmente rock, mas que já tinham algumas influências do folk. Foi com esta designação e com Roman Iagupov como guitarrista, que a banda se apresentou num reconhecido festival musical russo, mas pouco antes da sua estreia em grandes palcos, os jovens de Chisinau decidiram mudar o nome da banda para Zdob si Zdub, nome que restaria na história da música da Moldávia. Neste festival, tocaram pela primeira vez em romeno e obtiveram grande sucesso com a música Hardcore Moldovenesc. Esta música daria origem ao primeiro álbum de sucesso nacional da banda, com o mesmo nome, e catapultaria os Zdob si Zdub para uma carreira de muitos anos e sucesso, que pretende durar e que lhes permitiu vencerem muitos prémios, como o prémio para melhor videoclip da Moldávia com Buna Dimineata ou o para melhor canção com The Gipsy and the UFO.

## Festival da Eurovisão
Os Zdob si Zdub foram a primeira banda moldava a entrar num Festival Eurovisão da Canção, com a música Boonika Bate Doba, que obtivera muito sucesso na Moldávia.

## Discografia
Desde 1996, dois anos após a sua formação oficial, os Zdob si Zdub já editaram oito álbuns, sendo um deles o single Boonika Bate Doba. Todos eles obtiveram muito sucesso na Moldávia e na Europa de Leste e algumas das suas músicas mais famosas chegaram ao conhecimento mundial, fazendo dos Zdob si Zdub uma das bandas de maior influência no folk-rock e na língua romena. O mais recente CD, Ethnomecanica, é considerado a sua obra-prima e contém vários faixas de CDs anteriores.

### Álbuns
- Hardcore Moldovenesc (1996)
- Tabara Noastra (1999)
- Zdubii Bateti Tare (1999)
- Remix (2000)
- Agroromantica (2001)
- 450 de Oi (2003)
- Ethnomecanica (2006)

### Singles
- Boonika Bate Doba (2005)